# Giải vô địch bóng rổ thế giới 2023 (Bảng D)
Bảng D là một trong tám bảng đấu trong giai đoạn vòng bảng của Giải vô địch bóng rổ thế giới 2023, diễn ra từ ngày 25 đến ngày 29 tháng 8 năm 2023, bao gồm các đội Ai Cập, México, Montenegro và Litva, trong đó Montenegro và Litva từng gặp nhau tại vòng loại khu vực châu Âu. Mỗi đội thi đấu vòng bảng theo thể thức vòng tròn một lượt tính điểm, mỗi đội gặp nhau đúng 1 lần duy nhất, tất cả các trận đấu của bảng diễn ra tại SM Mall of Asia Arena, Pasay, Philippines. Hai đội đứng đầu bảng sẽ giành vé vào vòng 2, còn 2 đội cuối bảng sẽ phải thi đấu vòng phân hạng 17–32.

## Các đội tuyển
| Đội tuyển  | Vượt qua vòng loại                    | Vượt qua vòng loại      | Số lần tham dự   | Số lần tham dự | Số lần tham dự           | Thành tích tốt nhất | Thứ hạng |
| Đội tuyển  | Với tư cách                           | Ngày vượt qua vòng loại | Lần cuối tham dự | Số lần tham dự | Số lần tham dự liên tiếp | Thành tích tốt nhất | Thứ hạng |
| ---------- | ------------------------------------- | ----------------------- | ---------------- | -------------- | ------------------------ | ------------------- | -------- |
| Ai Cập     | Top 2 đội đầu bảng F khu vực châu Phi | 24 tháng 2 năm 2023     | 2014             | 7              | 1                        | Hạng 5 (1950)       | 55       |
| México     | Top 2 đội đầu bảng F khu vực châu Mỹ  | 26 tháng 2 năm 2023     | 2014             | 6              | 1                        | Hạng 8 (1967)       | 31       |
| Montenegro | Top 3 đội đầu bảng K khu vực châu Âu  | 26 tháng 2 năm 2023     | 2019             | 2              | 2                        | Hạng 23 (2019)      | 18       |
| Litva      | Top 3 đội đầu bảng K khu vực châu Âu  | 14 November 2022        | 2019             | 6              | 5                        | Hạng ba (2010)      | 8        |

## Bảng xếp hạng
| VT | Đội        | ST | T | B | ĐT  | ĐB  | HS  | Đ | Giành quyền tham dự |
| -- | ---------- | -- | - | - | --- | --- | --- | - | ------------------- |
| 1  | Litva      | 3  | 3 | 0 | 280 | 204 | +76 | 6 | Vòng 2              |
| 2  | Montenegro | 3  | 2 | 1 | 251 | 236 | +15 | 5 | Vòng 2              |
| 3  | Ai Cập     | 3  | 1 | 2 | 241 | 254 | −13 | 4 | Phân hạng 17–32     |
| 4  | México     | 3  | 0 | 3 | 209 | 287 | −78 | 3 | Phân hạng 17–32     |

## Các trận đấu
Tất cả các trận đấu được diễn ra theo (UTC+8).

### Ai Cập vs Litva
| 25 tháng 8 năm 2023 20:30 | Chi tiết | Ai Cập                                                         | 67–93 | Litva                                                                      |  | SM Mall of Asia Arena, Pasay Số khán giả: 7,229 Trọng tài: Manuel Mazzoni (Ý), Daniel García (Venezuela), Kristian Paez (Ecuador) |
| 25 tháng 8 năm 2023 20:30 | Chi tiết | Điểm mỗi set: 12–26, 22–20, 19–24, 14–23                       |       |                                                                            |  | SM Mall of Asia Arena, Pasay Số khán giả: 7,229 Trọng tài: Manuel Mazzoni (Ý), Daniel García (Venezuela), Kristian Paez (Ecuador) |
| 25 tháng 8 năm 2023 20:30 | Chi tiết | Điểm: Marei 14 Chụp bóng bật bảng: Marei 9 Hỗ trợ: 3 cầu thủ 3 |       | Điểm: Normantas 18 Chụp bóng bật bảng: Valančiūnas 10 Hỗ trợ: Brazdeikis 5 |  | SM Mall of Asia Arena, Pasay Số khán giả: 7,229 Trọng tài: Manuel Mazzoni (Ý), Daniel García (Venezuela), Kristian Paez (Ecuador) |

### México vs Montenegro
| 25 tháng 8 năm 2023 16:45 | Chi tiết | México                                                     | 71–91 | Montenegro                                                      |  | SM Mall of Asia Arena, Pasay Số khán giả: 6,668 Trọng tài: Antonio Conde (Tây Ban Nha), Péter Praksch (Hungary), Carlos Vélez (Colombia) |
| 25 tháng 8 năm 2023 16:45 | Chi tiết | Điểm mỗi set: 19–19, 20–29, 19–20, 13–23                   |       |                                                                 |  | SM Mall of Asia Arena, Pasay Số khán giả: 6,668 Trọng tài: Antonio Conde (Tây Ban Nha), Péter Praksch (Hungary), Carlos Vélez (Colombia) |
| 25 tháng 8 năm 2023 16:45 | Chi tiết | Điểm: Cruz 16 Chụp bóng bật bảng: Jaimes 8 Hỗ trợ: Stoll 7 |       | Điểm: Vučević 27 Chụp bóng bật bảng: Vučević 10 Hỗ trợ: Perry 7 |  | SM Mall of Asia Arena, Pasay Số khán giả: 6,668 Trọng tài: Antonio Conde (Tây Ban Nha), Péter Praksch (Hungary), Carlos Vélez (Colombia) |

### Montenegro vs Ai Cập
| 27 tháng 8 năm 2023 16:45 | Chi tiết | Montenegro                                                               | 89–74 | Ai Cập                                                      |  | SM Mall of Asia Arena, Pasay Số khán giả: 3,751 Trọng tài: Antonio Conde (Tây Ban Nha), Kato Takaki (Nhật Bản), Andris Aunkrogers (Latvia) |
| 27 tháng 8 năm 2023 16:45 | Chi tiết | Điểm mỗi set: 27–17, 24–20, 19–19, 19–18                                 |       |                                                             |  | SM Mall of Asia Arena, Pasay Số khán giả: 3,751 Trọng tài: Antonio Conde (Tây Ban Nha), Kato Takaki (Nhật Bản), Andris Aunkrogers (Latvia) |
| 27 tháng 8 năm 2023 16:45 | Chi tiết | Điểm: Vučević 16 Chụp bóng bật bảng: Radončić, Vučević 7 Hỗ trợ: Perry 7 |       | Điểm: Amin 26 Chụp bóng bật bảng: Gardner 8 Hỗ trợ: Gendy 4 |  | SM Mall of Asia Arena, Pasay Số khán giả: 3,751 Trọng tài: Antonio Conde (Tây Ban Nha), Kato Takaki (Nhật Bản), Andris Aunkrogers (Latvia) |

### Litva vs México
| 27 tháng 8 năm 2023 20:30 | Chi tiết | Litva                                                                                    | 96–66 | México                                                               |  | SM Mall of Asia Arena, Pasay Số khán giả: 5,503 Trọng tài: Manuel Mazzoni (Ý), Boris Krejič (Slovenia), Kristian Paez (Ecuador) |
| 27 tháng 8 năm 2023 20:30 | Chi tiết | Điểm mỗi set: 32–17, 21–17, 23–17, 20–15                                                 |       |                                                                      |  | SM Mall of Asia Arena, Pasay Số khán giả: 5,503 Trọng tài: Manuel Mazzoni (Ý), Boris Krejič (Slovenia), Kristian Paez (Ecuador) |
| 27 tháng 8 năm 2023 20:30 | Chi tiết | Điểm: Jokubaitis, Valančiūnas 15 Chụp bóng bật bảng: Valančiūnas 12 Hỗ trợ: Jokubaitis 7 |       | Điểm: Girón 13 Chụp bóng bật bảng: Ibarra, Jaimes 6 Hỗ trợ: Jaimes 4 |  | SM Mall of Asia Arena, Pasay Số khán giả: 5,503 Trọng tài: Manuel Mazzoni (Ý), Boris Krejič (Slovenia), Kristian Paez (Ecuador) |

### Ai Cập vs México
| 29 tháng 8 năm 2023 16:45 | Chi tiết | Ai Cập                                                     | 100–72 | México                                                              |  | SM Mall of Asia Arena, Pasay Số khán giả: 4,448 Trọng tài: Antonio Conde (Tây Ban Nha), Daniel García (Venezuela), Park Kyoung-jin (Hàn Quốc) |
| 29 tháng 8 năm 2023 16:45 | Chi tiết | Điểm mỗi set: 30–16, 29–19, 18–21, 23–16                   |        |                                                                     |  | SM Mall of Asia Arena, Pasay Số khán giả: 4,448 Trọng tài: Antonio Conde (Tây Ban Nha), Daniel García (Venezuela), Park Kyoung-jin (Hàn Quốc) |
| 29 tháng 8 năm 2023 16:45 | Chi tiết | Điểm: Amin 22 Chụp bóng bật bảng: Marei 10 Hỗ trợ: Amin 10 |        | Điểm: Cruz, Ibarra 21 Chụp bóng bật bảng: Jaimes 6 Hỗ trợ: Stoll 14 |  | SM Mall of Asia Arena, Pasay Số khán giả: 4,448 Trọng tài: Antonio Conde (Tây Ban Nha), Daniel García (Venezuela), Park Kyoung-jin (Hàn Quốc) |

### Montenegro vs Litva
| 29 tháng 8 năm 2023 20:30 | Chi tiết | Montenegro                                                           | 71–91 | Litva                                                                       |  | SM Mall of Asia Arena, Pasay Số khán giả: 5,707 Trọng tài: Boris Krejič (Slovenia), Kristian Paez (Ecuador), Manuel Attard (Ý) |
| 29 tháng 8 năm 2023 20:30 | Chi tiết | Điểm mỗi set: 27–26, 13–22, 10–18, 21–25                             |       |                                                                             |  | SM Mall of Asia Arena, Pasay Số khán giả: 5,707 Trọng tài: Boris Krejič (Slovenia), Kristian Paez (Ecuador), Manuel Attard (Ý) |
| 29 tháng 8 năm 2023 20:30 | Chi tiết | Điểm: Vučević 19 Chụp bóng bật bảng: Simonović 6 Hỗ trợ: 6 cầu thủ 2 |       | Điểm: Jokubaitis 19 Chụp bóng bật bảng: Sedekerskis 11 Hỗ trợ: Jokubaitis 6 |  | SM Mall of Asia Arena, Pasay Số khán giả: 5,707 Trọng tài: Boris Krejič (Slovenia), Kristian Paez (Ecuador), Manuel Attard (Ý) |

## Thống kê

### Điểm
| # | Cầu thủ           | Số trận đấu | Số điểm | Số điểm trên một trận |
| - | ----------------- | ----------- | ------- | --------------------- |
| 1 | Nikola Vučević    | 3           | 62      | 20.7                  |
| 2 | Ehab Amin         | 3           | 58      | 19.3                  |
| 3 | Francisco Cruz    | 3           | 47      | 15.7                  |
| 4 | Joshua Ibarra     | 3           | 43      | 14.3                  |
| 5 | Jonas Valančiūnas | 3           | 41      | 13.7                  |

### Chụp bóng bật bảng
| # | Cầu thủ                         | Số trận đấu | Số pha chụp bóng bật bảng | Số pha chụp bóng bật bảng trên một trận |
| - | ------------------------------- | ----------- | ------------------------- | --------------------------------------- |
| 1 | Jonas Valančiūnas               | 3           | 36                        | 12.0                                    |
| 2 | Tadas Sedekerskis               | 3           | 21                        | 7.0                                     |
| 2 | Bản mẫu:Flahicon Nikola Vučević | 3           | 21                        | 7.0                                     |
| 4 | Fabián Jaimes                   | 3           | 20                        | 6.7                                     |
| 4 | Assem Marei                     | 3           | 20                        | 6.7                                     |

### Hỗ trợ
| # | Cầu thủ          | Số trận đấu | Số pha hỗ trợ | Số pha hỗ trợ trên một trận |
| - | ---------------- | ----------- | ------------- | --------------------------- |
| 1 | Paul Stoll       | 3           | 24            | 8.0                         |
| 2 | Rokas Jokubaitis | 3           | 16            | 5.3                         |
| 2 | Kendrick Perry   | 3           | 16            | 5.3                         |
| 4 | Ehab Amin        | 3           | 15            | 5.0                         |
| 5 | Francisco Cruz   | 3           | 14            | 4.7                         |

### Chắn bóng
| # | Cầu thủ              | Số trận đấu | Số pha chắn bóng | Số pha chắn bóng trên một trận |
| - | -------------------- | ----------- | ---------------- | ------------------------------ |
| 1 | Anas Mahmoud         | 3           | 6                | 2.0                            |
| 1 | Nikola Vučević       | 3           | 6                | 2.0                            |
| 3 | Mindaugas Kuzminskas | 3           | 3                | 1.0                            |
| 3 | Tadas Sedekerskis    | 3           | 3                | 1.0                            |
| 5 | Gael Bonilla         | 3           | 2                | 0.7                            |
| 5 | Joshua Ibarra        | 3           | 2                | 0.7                            |
| 5 | Donatas Motiejūnas   | 3           | 2                | 0.7                            |
| 5 | Jonas Valančiūnas    | 3           | 2                | 0.7                            |

### Cướp bóng
| # | Cầu thủ        | Số trận đấu | Số pha cướp bóng | Số pha cướp bóng trên một trận |
| - | -------------- | ----------- | ---------------- | ------------------------------ |
| 1 | Paul Stoll     | 3           | 8                | 2.7                            |
| 2 | Ehab Amin      | 3           | 6                | 2.0                            |
| 2 | Petar Popović  | 3           | 6                | 2.0                            |
| 4 | Kendrick Perry | 3           | 5                | 1.7                            |
| 4 | Nikola Vučević | 3           | 5                | 1.7                            |

### Số phút thi đấu
| # | Cầu thủ        | Số trận đấu | Số phút thi đấu | Số phút trên một trận |
| - | -------------- | ----------- | --------------- | --------------------- |
| 1 | Ehab Amin      | 3           | 101             | 33.8                  |
| 2 | Francisco Cruz | 3           | 93              | 31.0                  |
| 3 | Paul Stoll     | 3           | 88              | 29.3                  |
| 4 | Gabriel Girón  | 3           | 84              | 28.2                  |
| 5 | Nikola Vučević | 3           | 83              | 28.0                  |

### Tỷ lệ ném phạt
| # | Cầu thủ              | Số pha ném phạt chính xác | Số pha ném phạt | Tỷ lệ |
| - | -------------------- | ------------------------- | --------------- | ----- |
| 1 | Nikola Vučević       | 3                         | 15/15           | 100.0 |
| 2 | Ehab Amin            | 3                         | 12/14           | 85.7  |
| 3 | Mindaugas Kuzminskas | 3                         | 7/9             | 77.8  |
| 4 | Nikola Ivanović      | 3                         | 10/13           | 76.9  |
| 5 | Patrick Gardner      | 3                         | 7/10            | 70.0  |

### Tỷ lệ ném trúng mục tiêu
| # | Cầu thủ           | Số cú ném trúng mục tiêu | Số cú ném | Tỷ lệ |
| - | ----------------- | ------------------------ | --------- | ----- |
| 1 | Jonas Valančiūnas | 17                       | 28        | 60.7  |
| 2 | Nikola Vučević    | 22                       | 38        | 57.9  |
| 3 | Rokas Jokubaitis  | 14                       | 28        | 50.0  |
| 3 | Assem Marei       | 12                       | 24        | 50.0  |
| 5 | Joshua Ibarra     | 18                       | 37        | 48.6  |

### Hiệu suất trong các pha tấn công
| # | Cầu thủ              | Số trận đấu | Số điểm ghi được | Số điểm ghi được trên một trận | Hiệu suất | Hiệu suất trên một trận |
| - | -------------------- | ----------- | ---------------- | ------------------------------ | --------- | ----------------------- |
| 1 | Nikola Vučević       | 3           | 28.0             | 20.7                           | 79.0      | 26.3                    |
| 2 | Ehab Amin            | 3           | 33.8             | 19.3                           | 55.0      | 18.3                    |
| 3 | Mindaugas Kuzminskas | 3           | 17.7             | 12.7                           | 52.0      | 17.3                    |
| 4 | Anas Mahmoud         | 3           | 22.9             | 11.3                           | 46.0      | 15.3                    |
| 5 | Kendrick Perry       | 3           | 25.9             | 13.3                           | 44.0      | 14.7                    |